# Титова Юлія Іванівна
Ю́лія Іва́нівна Тито́ва (нар. 6 лютого 1984, Київ, Українська РСР, СРСР) — українська футболістка і футзалістка «Італкаве Реал Статте». Майстерка спорту України з футболу і Майстерка спорту України міжнародного класу з футзалу.

## Клубна кар'єра

### Кар'єра у футболі
В дитинстві Титова займалася в різних секціях — грала в теніс, волейбол і баскетбол, грала у футбол з хлопцями у дворі.
Літом 2020 року, після 15-річної перерви, відновила футбольну кар'єру, підписавши контракт з «Житлобудом-2». 

### Кар'єра у футзалі
З 2015 по 2018 рік виступала за київський «IMS-НУХТ», в якому виконувала роль капітанки і по 3 рази виграла чемпіонат і Кубок України.
18 червня 2021 року, після сезону проведеного у футболі у харківському «Житлобуді-2», перейшла до російського футзального клубу «Норманочка».
2022 року після початку повномасштабного російського вторгнення в Україну залишила «Норманочку». Виїхала з росії до Італії, де разом з Альоною Кирильчук приєдналась до клубу «Італкаве Реал Статте». Водночас українські футзалістки не мали змоги брати участь у матчах місцевого чемпіонату, бо в ньому був ліміт на легіонерок, тому вони тільки підтримували форму з командою.
В середині липня 2022 року підписала контракт з італійським «Італкаве Реал Статте».

### Національна команда
Дебютував у головній українській команді 6 травня 2010 року в матчі проти збірної Угорщини на турнірі «9 травня», а 9 травня забила свої перший і другий м'ячі за національну збірну, оформивши дубль на цьому самому турнірі в останньому матчі проти збірної Ірану.
На чемпіонаті світу 2012 року Титова зіграла у всіх 4 матчах групового етапу.
19 жовтня 2022 року призначена асистентом головного тренера жіночої збірної України з футзалу.

## Титули та досягнення

### У футболі

#### Командні
«Волинь»
- Вища ліга
  -  Бронзова призерка (1): 2001

 «Легенда-ШВСМ»
- Вища ліга
  -  Чемпіонка (1): 2002
  -  Срібна призерка (2): 2003, 2004

- Кубок
  -  Володарка (1): 2002
  -  Фіналістка (2): 2003, 2004

 «Житлобуд-2»
- Вища ліга
  -  Срібна призерка (1): 2020/21

- Кубок
  -  Володарка (2): 2020, 2021

### У футзалі

#### Командні
«Спартак-Фортуна»
- Вища ліга
  -  Срібна призерка (3): 2001/02, 2002/03, 2003/04

 «СоцТех»
- Вища ліга
  -  Бронзова призерка (2): 2005/06, 2006/07

- Кубок
  -  Володарка (1): 2006

 «Лагуна-УОР»
- Вища ліга
  -  Чемпіонка (5): 2007/08, 2008/09, 2010/11, 2012/13, 2014/15
  -  Срібна призерка (2): 2009/10, 2013/14

- Кубок
  -  Володарка (5): 2008/09, 2010/11, 2012/13, 2013/14, 2014/15
  -  Фіналістка (2): 2007/08, 2009/10

- Переможниця міжнародного турніру European Futsal Women’s Cup Winners Cup (Мілан, Італія): 2012
- Переможниця міжнародного турніру Karshi-CUP (Карші, Узбекистан): 2011

 «IMS-НУХТ»
- Вища ліга
  -  Чемпіонка (3): 2015/16, 2016/17, 2017/18

- Кубок
  -  Володарка (3): 2015/16, 2016/17, 2017/18

- Суперкубок
  -  Володарка (1): 2015[14]

- Володарка відкритого Кубка Білорусі: 2016

 «Tesla»
- Вища ліга
  -  Срібна призерка (2): 2018/19, 2019/20

### Збірна України з футзалу
- Чемпіонат Європи:
  -  Фіналістка (1): 2023
  -  Бронзова призерка (1): 2022

#### Особисті
- У списку найкращих гравчинь світу (1): 2012 р. (№ 10)[15]
- Найкраща  гравчиня чемпіонату України: 2018/19[16]
- Найкраща  гравчиня захисного плану чемпіонату України: 2019/20[17]
- Найкраща бомбардирка вищої ліги (2): 2015/16 (22 м'ячі), 2016/17 (20 м'ячів)
- Найкраща гравчиня чемпіонату Росії: 2014/15[18]
- Найкраща нападниця чемпіонату Росії (2): 2009/10[19], 2010/11[20]
- Найкраща бомбардирка вищої ліги (4): 2007/08 (61 м'яч), 2012/13 (26 м'ячів)[21], 2013/14 (22 м'ячі)[22], 2014/15 (24 м'ячі)[23]
- Найкраща бомбардирка Кубка Росії (1): 2010/11 (7 м'ячів)[24]
- Найкраща бомбардирка першого етапу Кубка Росії (1): 2013/14 (3 м'ячі)[25]
- Найкраща гравчиня туру вищої ліги (1): 4 тур сезону 2014/15[26]
- Найкраща бомбардирка в історії чемпіонату Росії під егідою АМФР[27]
- Рекордсменка за кількістю голів в одному чемпіонаті Росії: 61 м’яч
- Рекордсменка «Лагуни-УОР» за кількістю забитих голів
- Увійшла до символічної збірної футзального Євро-2019[28]
- Увійшла до символічної збірної чемпіонату України сезону 2019/20